# Federico Anselmo
Federico Anselmo, né le 17 avril 1994 en Argentine, est un footballeur argentin. Il évolue au poste d'attaquant avec le club du FCU Cluj.

## Biographie
Il inscrit cinq buts en première division argentine lors de la saison 2016 avec l'Atlético de Rafaela.